# Françoise Atlan
Françoise Atlan (Narbona, 1964) è una cantante francese, nata da una famiglia ebraica algerina.
Ha iniziato a studiare pianoforte all'età di sei anni, proseguendo gli studi musicali presso i conservatori di Saint-Étienne e Aix-en-Provence, dove ha completato la propria formazione riportando la medaglia d'oro in pianoforte e d'argento in musica da camera. Ha inoltre compiuto studi musicologici presso l'università di Aix-en-Provence. Contemporaneamente si è formata nella tecnica vocale a Parigi con Andréa Guiot, presso la scuola dell'Opéra.
Dotata di una voce chiara e limpida, interpreta i "nawbas" di solito riservati agli uomini. La sua carriera internazionale l'ha condotta a esibirsi con successo in USA, Giappone, Spagna, Portogallo, Italia, Gran Bretagna, Marocco (in particolare al Festival di Fès delle musiche incoronate del mondo), Tunisia, ex Jugoslavia, Paesi Bassi, Belgio, Norvegia ed Israele, sia nel repertorio della musica antica occidentale che nel repertorio delle musiche tradizionali arabo-andaluse.

## Carriera
La Atlan è un'artista poliedrica: canta con il chitarrista flamenco Juan Carmona, con l'ensemble di musica medioevale Gilles Binchois e con la Camerata di Boston.

Dal 1987 al 1989, è stata solista dell'insieme vocale Musicatreize, specializzato nellesecuzione di musica contemporanea (Ohana, Ligeti, Nono).

Il suo primo album, registrato nel 1992, s'intitola Romances sephardies, ed è stato accolto da un grande consenso della critica, mentre il secondo Entre la Rose et le Jasmin ha ottenuto nel 1994 il diapason d'oro.

La Atlan canta in varie lingue: in ladino le romanze sefardite delle comunità ebree dell'Africa del Nord o dell'Andalusia, in occitano gli antichi lamenti dei trovatori, in Arabo le melodie arabo-andaluse. Le sue interpretazioni sono sempre supportate da accurate ricerche musicologiche per ottenere la massima autenticità nell'approccio ai generi interpretati.